# Mihály Fülöp
Mihály Fülöp (* 10. dubna 1936 – 26. září 2006 Budapešť, Maďarsko) byl maďarský sportovní šermíř, který se specializoval na šerm fleretem. Maďarsko reprezentoval v padesátých letech. Na olympijských hrách startoval v roce 1956 a 1960 v soutěži jednotlivců a družstev. V roce 1957 získal titul mistra světa v soutěži jednotlivců. S maďarským družstvem fleretistů vybojoval na olympijských hrách 1956 bronzovou olympijskou medaili a v roce 1957 vybojoval s družstvem titul mistrů světa.